# Chloris canterae
Chloris canterae är en gräsart som beskrevs av José Arechavaleta. Chloris canterae ingår i släktet kvastgrässläktet, och familjen gräs. Utöver nominatformen finns också underarten C. c. grandiflora.